# Chonodomario
Chonodomario (en latín Chnodomarius, este a su vez del germánico Gundmar) fue un destacado rey de los alamanes. 
Fue rey en fecha anterior a 352 y acabó su reinado en el 357. Contaba con una guardia personal de trescientos guerreros. 
Durante la rebelión de Magnencio, Chonodomario se enfrentó con él y le derrotó. Al parecer, actuó de acuerdo con el emperador Constancio II. Su poder terminó en el año 357, al ser derrotado por el César Flavio Claudio Juliano en la batalla de Estrasburgo (Argentoratum), a pesar de que los romanos eran inferiores en número. Chonodomario fue capturado al final de la batalla, pero Juliano respetó su vida, y le envió a Constancio. Probablemente murió exiliado en Roma.